# Ceraeocercus fuscipennis
Ceraeocercus fuscipennis är en insektsart som beskrevs av Boris Petrovich Uvarov 1910. Ceraeocercus fuscipennis ingår i släktet Ceraeocercus och familjen vårtbitare.

## Underarter
Arten delas in i följande underarter:
- C. f. fuscipennis
- C. f. hindukushanus